# Hermann Kruse
Hermann Kruse (Germersheim, 16 september 1887 - Ludwigsburg, 13 september 1962) was een Duits officier en Generalmajor tijdens de Tweede Wereldoorlog. 

## Leven
Op 16 september 1887 werd Hermann Kruse geboren in Germersheim. Na zijn schoolgang, en zijn opleiding aan de cadettenschool, meldde Kruse zich op 8 juli 1906 aan in het Beiers leger. Hij werd als Fähnrich (vaandrig) geplaatst in het Königlich Bayerisches 6. Feldartillerie-Regiment „Prinz Ferdinand von Bourbon, Herzog von Calabrien“. Van 1 maart 1907 tot 28 januari 1908 zat Kruse op de Kriegsschule (militaire academie) in München. Na zijn opleiding aan de militaire academie werd hij overgeplaatst naar het Königlich Bayerisches 10. Feldartillerie-Regiment. Tijdens zijn dienst in deze eenheid werd Kruse op 7 maart 1909 bevorderd tot Leutnant (tweede luitenant). Als Leutnant werd hij naar de Königlich Bayerische Artillerie- und Ingenieur-Schule (vrije vertaling: Beierse Artillerie en Genie school) gestuurd, waarna hij naar een leergang voor artillerieofficieren in de legerplaats Lechfeld werd gestuurd. Op 1 september 1911 werd hij als batterijofficier in het 3e batterij van Königlich Bayerisches 10. Feldartillerie-Regiment geplaatst. Op 23 februari 1913 nam Kruse ontslag uit de actieve dienst.

### Eerste Wereldoorlog
Op 22 januari 1916 werd Kruse weer gereactiveerd voor de militaire dienst en werd als batterijofficier in het 4. Ersatz-Batterie van het Königlich Bayerisches 4. Feldartillerie-Regiment „König“ geplaatst. Hierna werd hij overgeplaatst naar het 1e batterij van het Königlich Bayerisches Reserve-Feldartillerie-Regiment Nr 1.. Op 16 september 1916 volgde Kruse de benoeming van Kruse tot commandant van het 7e batterij in het Königlich Bayerisches Reserve-Feldartillerie-Regiment Nr 1.. Daarna volgde zijn aanstelling als commandant van de Nahkampfbatterie 218 (NKB 218). Van 7 april 1917 tot 21 mei 1917 was Kruse ziek, en lag in het ziekenhuis. Na zijn genezing werd hij in het 4. Ersatz-Batterie van het 2.Ersatz-Bataillon in het Königlich Bayerisches Reserve-Feldartillerie-Regiment Nr 1. geplaatst. Op 26 februari 1918 werd Kruse benoemd tot commandant van de 3e batterij in het Königlich Bayerisches 6. Feldartillerie-Rekrutierungsdepot. Aan het einde van de oorlog werd hij nog ingezet als commandant van de 3e Demobilisatiebatterij in het Königlich Bayerisches 8. Feldartillerie-Regiment „Prinz Heinrich von Preußen“. Voor twee maanden was Kruse nog commandant van de 3e batterij in het Königlich Bayerisches 5. Feldartillerie-Regiment „König Alfons XIII. von Spanien“. Van 17 april 1919 tot 21 juni 1919 was hij adjudant in de inspectie van krijgsgevangenen van het 3. Königlich Bayerisches Armee-Korps (vrije vertaling: 3e Koninklijke Beierse Legerkorps).

### Interbellum
Na de Eerste Wereldoorlog diende Kruse als batterijofficier in de 1e batterij van het Wehr-Regiment München (vrijkorps). Op 1 oktober 1919 verliet hij het leger en ging in dienst van de politie werken. Bij de politie werd Kruse aangesteld als leider van de 6e eenheid in de Beierse politie. In 1922 werd hij aangesteld als chef van de Rijkswaterdefensie op het Bodenmeer. Hierna werd Kruse als adjudant in het commando van sectie 1 van de politie in München geplaatst. Hij bleef werkzaam in de Münchner politie als chef van de 2e eenheid. Op 1 februari 1929 werd Kruse aangesteld als directeur van het 4e politiedistrict in München. Van 1 februari 1933 tot 1 juli 1935 was hij chef van de 13e eenheid in de Münchner politie. 
Op 1 juli 1935 werd Kruse als voormalig artillerieofficier toegevoegd aan het Artillerieregiment Amberg, waarna hij weer in dienst van het Heer ging. Hij werd als Oberstleutnant (luitenant-kolonel) ingeschaald en toegevoegd aan de staf van het 17e Artillerieregiment. Hierna volgde zijn benoeming tot commandant van het 2e bataljon in het 53e Artillerieregiment. Op 1 maart 1937 werd Kruse bevorderd tot Oberst (kolonel). Opvolgend werd hij benoemd tot commandant van het 25e Artillerieregiment, om midden januari 1941 aangesteld te worden als Artillerie-Kommandeur 147 (Arko 147).

### Tweede Wereldoorlog
Op 15 januari 1942 werd Kruse ziek, en werd opgenomen in het ziekenhuis tot juni 1942. Na zijn genezing, werd hij benoemd tot Artillerie-Kommandeur 118 (Arko 147). Hierna werd Kruse in het Führerreserve (OKH) geplaatst. Van 15 juni 1943 tot 10 juli 1943 werd hij naar de 5e Divisiecommandanten-leergang in Berlijn gecommandeerd. Hierna werd hij benoemd tot commandant van de 343e Infanteriedivisie. In januari 1944 raakte Kruse zwaargewond tijdens een auto-ongeval, en werd daarvoor opgenomen in het ziekenhuis. Na zijn genezing, werd hij voor een korte tijd aangesteld als waarnemend Oberfeldkommandantur 225 in Warschau. In juli 1944 werd Kruse benoemd tot Kampfkommandant van Modlin. Hierna volgde zijn aanstelling als commandant van Krakau, waarna Kruse in januari 1945 benoemd werd tot Kampfkommandant van Mährisch Ostrau. Vanaf april 1945 volgde zijn laatste aanstelling als commandant van de Division z.b.V. 601 tot het einde van de oorlog. Kruse werd krijgsgevangen gemaakt in de Zak van Deutsch Brod, ten oosten van Praag. Hierna zat hij in Russische gevangenschap van 9 mei 1945 tot 10 mei 1950. Een andere bron vermeldt: dat Kruse tot 10 mei 1950 in Pools gevangenschap was. Op 10 mei 1950 werd hij weer vrijgelaten.

## Na de oorlog
Over het verdere verloop van zijn leven is niets bekend. Op 13 september 1962 stierf Kruse in Ludwigsburg.

## Carrière
Kruse bekleedde verschillende rangen in zowel het Beiers leger als Heer. De volgende tabel laat zien dat de bevorderingen niet synchroon liepen.
| Datums           | Beiers leger | Reichswehr              | Politie              | Heer           |
| ---------------- | ------------ | ----------------------- | -------------------- | -------------- |
| 8 juli 1905      | Fähnrich     | —                       | —                    | —              |
| 7 maart 1909     | Leutnant     | —                       | —                    | —              |
| 13 augustus 1917 | Oberleutnant | —                       | —                    | —              |
| 17 juni 1920     | —            | Charakter als Hauptmann | —                    | —              |
| 1 oktober 1919   | —            | —                       | Polizei-Oberleutnant | —              |
| 1 juni 1923      | —            | —                       | Polizei-Hauptmann    | —              |
| 1 augustus 1934  | —            | —                       | Polizei-Major        | —              |
| 15 oktober 1935  | —            | —                       | —                    | Oberstleutnant |
| 1 maart 1937     | —            | —                       | —                    | Oberst         |
| 1 februari 1941  | —            | —                       | —                    | Generalmajor   |

- Opmerking: de rang van Generalmajor is vergelijkbaar met die van een hedendaagse Brigadegeneraal (OF-6). Het Duitse leger kende tijdens de Tweede Wereldoorlog geen rang van een Brigadegeneraal, waardoor de eerste generaalsrang een Generalmajor was. Het naoorlogse Duitse leger kent overigens wel volgens de NAVO schaal een Brigadegeneraal als eerste generaalsrang.

## Onderscheidingen
Het is onbekend met welke onderscheidingen Kruse is onderscheiden. 